# France au Concours Eurovision de la chanson 2024
La France est l'un des trente-sept pays participants du Concours Eurovision de la chanson 2024 qui se déroule à Malmö en Suède. Le pays est représenté par Slimane et sa chanson Mon amour, sélectionné en interne par le diffuseur France Télévisions. Le pays se classe quatrième lors de la finale avec 445 points.

## Sélection
Le 7 juin 2023, France Télévisions confirme sa participation à l'Eurovision 2024,.
Le 8 novembre 2023, la cheffe de la délégation française Alexandra Redde-Amiel annonce sur France Inter que Slimane est désigné comme représentant français au Concours Eurovision de la chanson 2024 avec sa chanson Mon amour, .

## À l'Eurovision
En tant que membre du Big Five, la France est qualifiée d'office pour la finale du 11 mai 2024. Elle vote cependant lors de la deuxième demi-finale, le 9 mai 2024.
A l'issue de la finale, la France se classe 2e au classement du jury avec 218 points, et 4e au classement du télévote avec 227 points. Totalisant 445 points, la France termine 4e du concours, son meilleur résultat depuis 2021,.

### Points attribués par la France

#### Deuxième demi-finale
| 12 points | Israël   |
| 10 points | Arménie  |
| 8 points  | Suisse   |
| 7 points  | Pays-Bas |
| 6 points  | Géorgie  |
| 5 points  | Belgique |
| 4 points  | Grèce    |
| 3 points  | Norvège  |
| 2 points  | Estonie  |
| 1 point   | Malte    |

#### Finale[10]
| 12 points | Portugal   |
| 10 points | Ukraine    |
| 8 points  | Allemagne  |
| 7 points  | Luxembourg |
| 6 points  | Arménie    |
| 5 points  | Suisse     |
| 4 points  | Grèce      |
| 3 points  | Israël     |
| 2 points  | Croatie    |
| 1 point   | Lituanie   |

| 12 points | Israël     |
| 10 points | Arménie    |
| 8 points  | Ukraine    |
| 7 points  | Croatie    |
| 6 points  | Suisse     |
| 5 points  | Portugal   |
| 4 points  | Italie     |
| 3 points  | Luxembourg |
| 2 points  | Espagne    |
| 1 point   | Grèce      |

### Points attribués à la France[10]
| 12 points                         | 10 points                                                              | 8 points            | 7 points                                                       | 6 points                                                                                      | 5 points                       | 4 points                  | 3 points        | 2 points                                                | 1 point       |
| --------------------------------- | ---------------------------------------------------------------------- | ------------------- | -------------------------------------------------------------- | --------------------------------------------------------------------------------------------- | ------------------------------ | ------------------------- | --------------- | ------------------------------------------------------- | ------------- |
| Vote du jury                      |                                                                        |                     |                                                                |                                                                                               |                                |                           |                 |                                                         |               |
| Arménie Belgique Islande Slovénie | Allemagne Chypre Danemark Géorgie Lettonie Luxembourg Norvège Pays-Bas | Serbie              | Espagne Estonie Grèce Lituanie                                 | Malte Moldavie Ukraine                                                                        | Autriche Finlande Suède Suisse | Croatie Tchéquie          | Irlande Pologne |                                                         | Israël Italie |
| Télévote                          |                                                                        |                     |                                                                |                                                                                               |                                |                           |                 |                                                         |               |
| Arménie                           | Belgique Grèce Islande Serbie                                          | Luxembourg Portugal | Chypre Danemark Lituanie Malte Norvège Pologne Slovénie Suisse | Albanie Allemagne Autriche Croatie Géorgie Italie Lettonie Moldavie Saint-Marin Suède Ukraine | Espagne Estonie Pays-Bas       | Finlande Irlande Tchéquie |                 | Australie Azerbaïdjan Israël Royaume-Uni Reste du monde |               |